# Горлово (Псковская область)
Горлово — деревня в Бежаницком районе Псковской области. Входит в состав сельского поселения муниципальное образование «Ашевское».
Расположена в 14 км к северо-западу от райцентра, посёлка Бежаницы, и в 16 км к северу от волостного центра, деревни Махново.

## Население
Численность населения по оценке на 2000 год составляла 2 жителя.

## История
До 3 июня 2010 года деревня входила в состав ныне упразднённой Ашевской волости.